# Rodoviária Nacional
Rodoviária Nacional foi a empresa pública de autocarros em Portugal, resultado da nacionalização, em 1975, dos maiores operadores no país; o critério usado para nacionalizar foi o tamanho da frota: mais de 100 veículos. Foram nacionalizadas ao todo 94 empresas rodoviárias.
A RN iniciou a sua actividade efectiva a 1 de Junho de 1976, tendo até esta data sido gerida por uma Comissão Instaladora.

## Estrutura da Rodoviária Nacional

### Centros Operacionais
Os serviços foram organizados em nove Centros de Exploração de Passageiros (CEPs) de acordo com as diferentes regiões (e operadores nacionalizados) em que a Rodoviária Nacional passou a operar.
Em 1977, o CEP 10 foi criado para gerir serviços especiais e alugueres em Lisboa, foi também a partir deste que se estabeleceram ligações entre Lisboa e na maioria das cidades do país, carreiras estas que foram designadas de Expresso e que estão na base da chamada Rede Nacional de Expressos. Em 1984, o CEP 10 passou também a explorar corredores de Torres Vedras, Ericeira/Mafra, Arruda dos Vinhos e Alenquer/Vila Franca de Xira, dos quais o primeiro pertencia ao CEP 4, o segundo ao CEP 5 e os restantes ao CEP 6.
Em 1984, o restante dos CEPs 5 e 6 tornou-se na Direcção Regional da Grande Lisboa (DGRL), dividida em quatro Centros Operacionais de Passageiros (COPs).
A secção de carga também foi criada, operando sob diferentes nomes, tais como a RNTrans, para além de Centros de Exploração de Mercadorias (CEMs).

#### Numeração
A frota de autocarros foi contada com quatro dígitos, correspondendo o primeiro ao CEP onde o veículo foi afetado (se o veículo pertencia ao CEP 8, o número da frota seria 8xxx). Para a frota do CEP 10, o primeiro dígito era um 0 (0xxx), enquanto que no sistema de numeração da DGRL era de três dígitos, precedido pela letra L (Lisboa) ou CS (Cascais e Sintra) (L-xxx , CS-xxx), com a numeração estritamente distribuída pelo fabricante do chassis:
| Lisboa        | Cascais e Sintra | fabricante    |
| ------------- | ---------------- | ------------- |
| L-100 a L-339 | CS-750 a CS-879  | AEC           |
| L-340 a L-399 | CS-880 a CS-899  | Leyland       |
| L-400 a L-749 | CS-900 a CS-999  | Volvo, outros |

### Ultrena
Essa divisão foi criada para gerir outras actividades de empresas nacionalizadas, tais como o negócio de floricultura Arboricultora (de Caneças), empresas de aluguer de automóveis (caso de uma subdivisão da Claras), bem como para gerir as oficinas.

## Criação da RNIP
Com o objectivo de privatizar o operador, em 1990 a RN, EP tornou-se na RNIP, SA (Rodoviária Nacional Investimentos e Participações, SA), e os CEP foram separados da RN da seguinte forma:
- CEP 1 - Rodoviária d'Entre Douro e Minho, SA (REDM), com sede em Braga;
- CEP 2 - Rodoviária da Beira Litoral, SA (RBL), com sede em Coimbra;
- CEP 3 - Rodoviária da Beira Interior, SA (RBI), com sede em Castelo Branco;
- CEP 4 - Rodoviária do Tejo, SA (RT), com sede em Torres Novas;
- CEP 7 - Rodoviária do Sul do Tejo, SA (RST), com sede no Laranjeiro;
- CEP 8 - Rodoviária do Alentejo, SA (RA), com sede em Azeitão;
- CEP 9 - Rodoviária do Algarve, SA (RA), com sede em Faro;
- CEP 10 (partes outrora constituintes dos CEPs 4, 5 e 6) - Rodoviária da Estremadura, SA (RE) com sede em Lisboa (Casal Ribeiro).
- DGRL (partes não integradas (no CEP 10) dos CEPs 5 e 6) - Rodoviária de Lisboa, SA (RL), com sede em Lisboa (Avenida do Brasil);

Os Centros de Exploração de Mercadorias transformaram-se na empresa Transporta, Transportes Porta a Porta, SA, com sede em Lisboa. A RN Trans deu lugar à Rodocargo, Transportes Rodoviários de Mercadorias, SA, com sede também em Lisboa.
A Ultrena divide-se e nascem a UIC - Unidade de Indústria Automecânica do Centro, com sede na Sertã e na EIS - Empresa de Indústria Mecânica do Sul, com sede em Lisboa, e à qual passa a estar ligada a oficina da Ameixoeira.
O capital da RNIP continuou a pertencer na sua totalidade ao Estado. A RN preprava-se desta forma para a privatização.

## Privatização
Em 1992, o processo de privatização é iniciado a 10 de Março com a alienação da Rodoviária do Algarve que foi adquirida pela Joaquim Jerónimo, Lda. (grupo Barraqueiro e CGEA ― Compagnie générale d'entreprises automobiles (fr)) com 74,3% das acções, a seguradora Mundial Confiança e a Evicar; a Rodoviária d'Entre Douro e Minho (REDM) é adquirida em partes iguais pelo grupo RENEX - Joaquim Jerónimo, Lda. (Barraqueiro) com o grupo Caima e o grupo Resende; já a Rodocargo, SA e a Transporta, SA, são adquiridas pela TERTIR.
Em 1993, a Rodoviária do Tejo é vendida ao consórcio Internorte; a Rodoviária da Beira Interior é adquirida pelo grupo JOALTO, a Rodoviária da Beira Litoral pelo consórcio constituído pelos grupos RENEX, Resende, e CAIMA (que passou a gerir a RBL) e a Rodoviária do Alentejo pelo consórcio Joaquim Jerónimo (70%) e família Belo (30%), que recupera assim a empresa que tinha sido nacionalizada.
Em 1994, é a vez da Rodoviária da Estremadura se tornar também propriedade da Barraqueiro.
A 10 de Janeiro de 1995, a Rodoviária do Sul do Tejo é vendida à Joaquim Jerónimo (45%), administradores (45%) e Covas e Filhos (10%).
A 15 de Maio, dá-se por fim a privatização da Rodoviária de Lisboa, SA. É adquirida igualmente pelo Grupo Barraqueiro, associado ao grupo escocês Stagecoach e à Vimeca. A RL divide-se em 3: a Vimeca fica com a zona ocidental e corredor da Amadora/Queluz; a Stagecoach fica com a área de Cascais e Sintra, vendendo posteriormente a frota de alugueres, ficando a Rodoviária de Lisboa, parte do grupo Barraqueiro, a explorar os corredores de Odivelas/Loures, Bucelas e Vila Franca de Xira.
A 15 de Julho de 1995, tendo a RNIP SGPS, SA (sucessora da RN) alienado todas as suas empresas associadas, deixa de existir.

## Pós-Privatização
A Rodoviária do Algarve foi imediatamente rebaptizada como EVA, lembrando a nacionalizada Empresa de Viação Algarvia, e pertence ao grupo Barraqueiro.
A Rodoviária Sul do Tejo tornou-se, no final dos anos 90, na TST - Transportes Sul do Tejo. Desde 2003, é de propriedade do grupo Arriva, que entrou no mercado Português em 2000, ao adquirir algumas operadoras de médio porte no noroeste de Portugal.
A Rodoviária do Alentejo tornou-se na Belos Alentejana, Belos Ribatejana e Belos Setubalense, depois da família Belo ter deixado o consórcio com a Barraqueiro (no início de 2000), a Belos Alentejana tornou-se novamente na Rodoviária do Alentejo (na sua frota é identificada simplesmente como Rodoviária), a Belos Ribatejana tornou-se na Ribatejana e as operações da Setubalense fazem agora parte dos TST.
A Rodoviária da Estremadura - identificada como apenas Estremadura - é agora uma marca para excursão ou como contratação de serviços do grupo Barraqueiro (junto com a marca própria Barraqueiro), com alguns dos seus autocarros afectados à Rede Nacional de Expressos. Os corredores foram renomeados para Boa Viagem (Vila Franca de Xira, Alenquer, Sobral de Monte Agraço, Arruda dos Vinhos), Mafrense (Mafra e Ericeira), Barraqueiro Oeste (Torres Vedras, Lourinhã e Cadaval) e Barraqueiro, com operações em Frielas.
Em 2002 as operações da Rodoviária de Entre Douro e Minho e da Rodoviária da Beira Litoral, pertencentes ao grupo Caima (família Neves) foram adquiridas pela Transdev, tendo sido designadas, entre 2002 e 2003, respectivamente, como Transdev Norte e Transdev Centro.
A RBI é actualmente propriedade da Transdev, depois do grupo Joalto (que viria a ser adquirida na totalidade pela Transdev em 2010) ter cedido metade do grupo à operadora francesa em 2008.
A Stagecoach vendeu as suas operações em 2002 e daí surgiu um novo operador, a Scotturb.